# Söndagstidning
Söndagstidning är en tidning som bara ges ut på söndagar. I Storbritannien ges de flesta dagstidningar inte ut på söndagar, men samma företag kan äga en separat tidning som ges ut på söndagar. Ett exempel var Rupert Murdochs The Sun med systertidningen News of the World. I Sverige förekommer söndagstidningar ut som bilagor till en del dagstidningar.
The Observer är en brittisk tidning som är världens äldsta söndagstidning.